# Calgary-Buffalo
Circonscription électorale provinciale du Canada
Calgary-Buffalo est une circonscription électorale provinciale de l'Alberta (Canada), qui comprend le centre-ville de Calgary. 
Son député actuel est le néo-démocrate, Joe Ceci.

## Liste des députés
| Années                 | Années          | Député          | Parti politique           |
| Centre-Calgary         | Centre-Calgary  | Centre-Calgary  | Centre-Calgary            |
| ---------------------- | --------------- | --------------- | ------------------------- |
|                        | 1913 - 1917     | Thomas Tweedie  | Conservateur              |
|                        | 1917 - 1921     | Alex Ross       | Ligue Travailliste        |
| Voir Calgary 1921-1959 |                 |                 |                           |
| Calgary-Centre         |                 |                 |                           |
|                        | 1959 - 1963     | Fred Colborne   | Créditiste                |
|                        | 1963 - 1967     | Fred Colborne   | Créditiste                |
|                        | 1967 - 1971     | Fred Colborne   | Créditiste                |
| Calgary-Buffalo        |                 |                 |                           |
|                        | 1971 - 1975     | Ron Ghitter     | Progressiste-conservateur |
|                        | 1975 - 1979     | Ron Ghitter     | Progressiste-conservateur |
|                        | 1979 - 1980     | Tom Sidlinger   | Progressiste-conservateur |
|                        | 1980 - 1982     | Tom Sidlinger   | Indépendant               |
|                        | 1982            | Tom Sidlinger   | Mouvement réformiste      |
|                        | 1982 - 1986     | Brian Lee       | Progressiste-conservateur |
|                        | 1986 - 1989     | Sheldon Chumir  | Libéral                   |
|                        | 1989 - 1992     | Sheldon Chumir  | Libéral                   |
|                        | 1992 - 1993     | Gary Dickson    | Libéral                   |
|                        | 1993 - 1997     | Gary Dickson    | Libéral                   |
|                        | 1997 - 2001     | Gary Dickson    | Libéral                   |
|                        | 2001 - 2004     | Harvey Cenaiko  | Progressiste-conservateur |
|                        | 2004 - 2008     | Harvey Cenaiko  | Progressiste-conservateur |
|                        | 2008 - 2012     | Kent Hehr       | Libéral                   |
|                        | 2012 - 2015     | Kent Hehr       | Libéral                   |
|                        | 2015 - 2019     | Kathleen Ganley | Néo-démocrate             |
|                        | 2019 - 2023     | Joe Ceci        | Néo-démocrate             |
|                        | 2023 - en cours | Joe Ceci        | Néo-démocrate             |